# Euselasia melaphaea

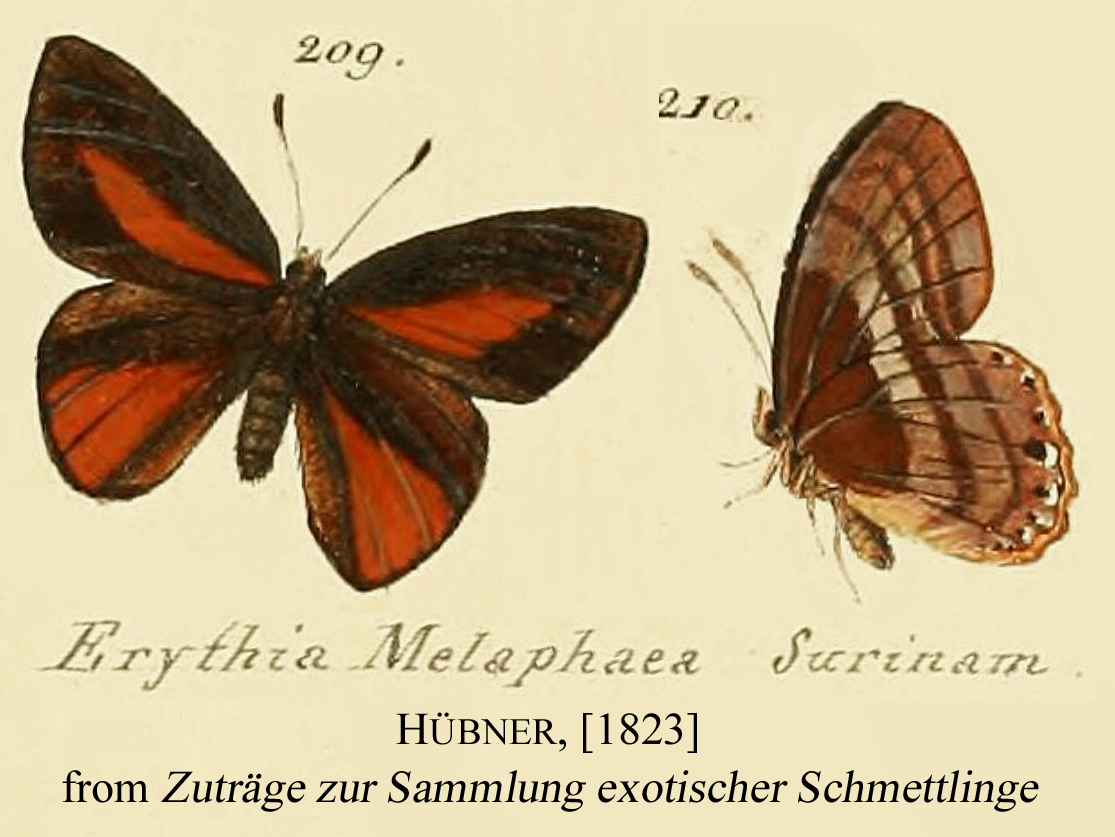
Euselasia melaphaea

Euselasia melaphaea är en fjärilsart som beskrevs av Jacob Hübner 1816. Euselasia melaphaea ingår i släktet Euselasia och familjen Riodinidae. Inga underarter finns listade i Catalogue of Life.